# Skol

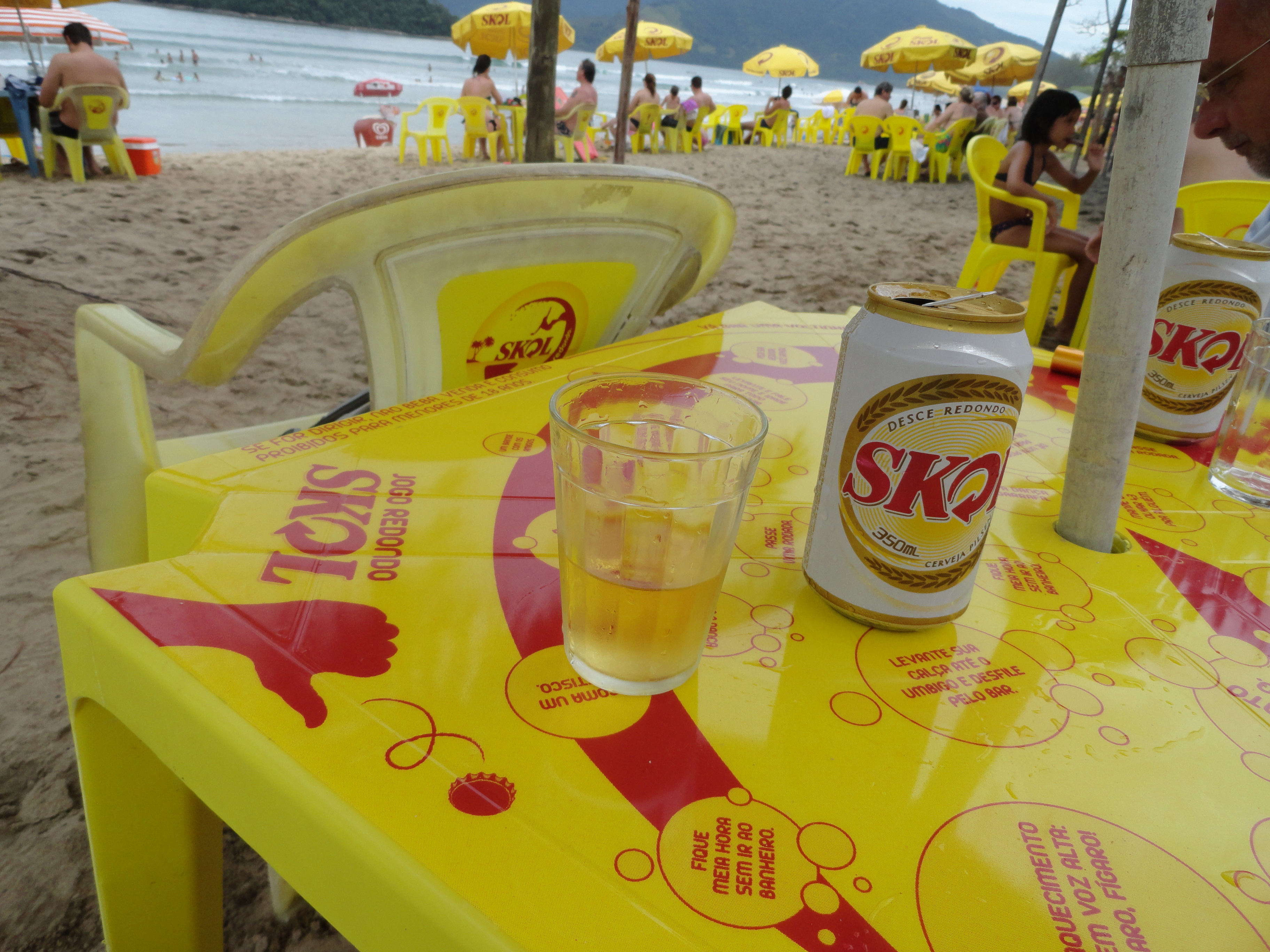
Skol-reclame op het strand

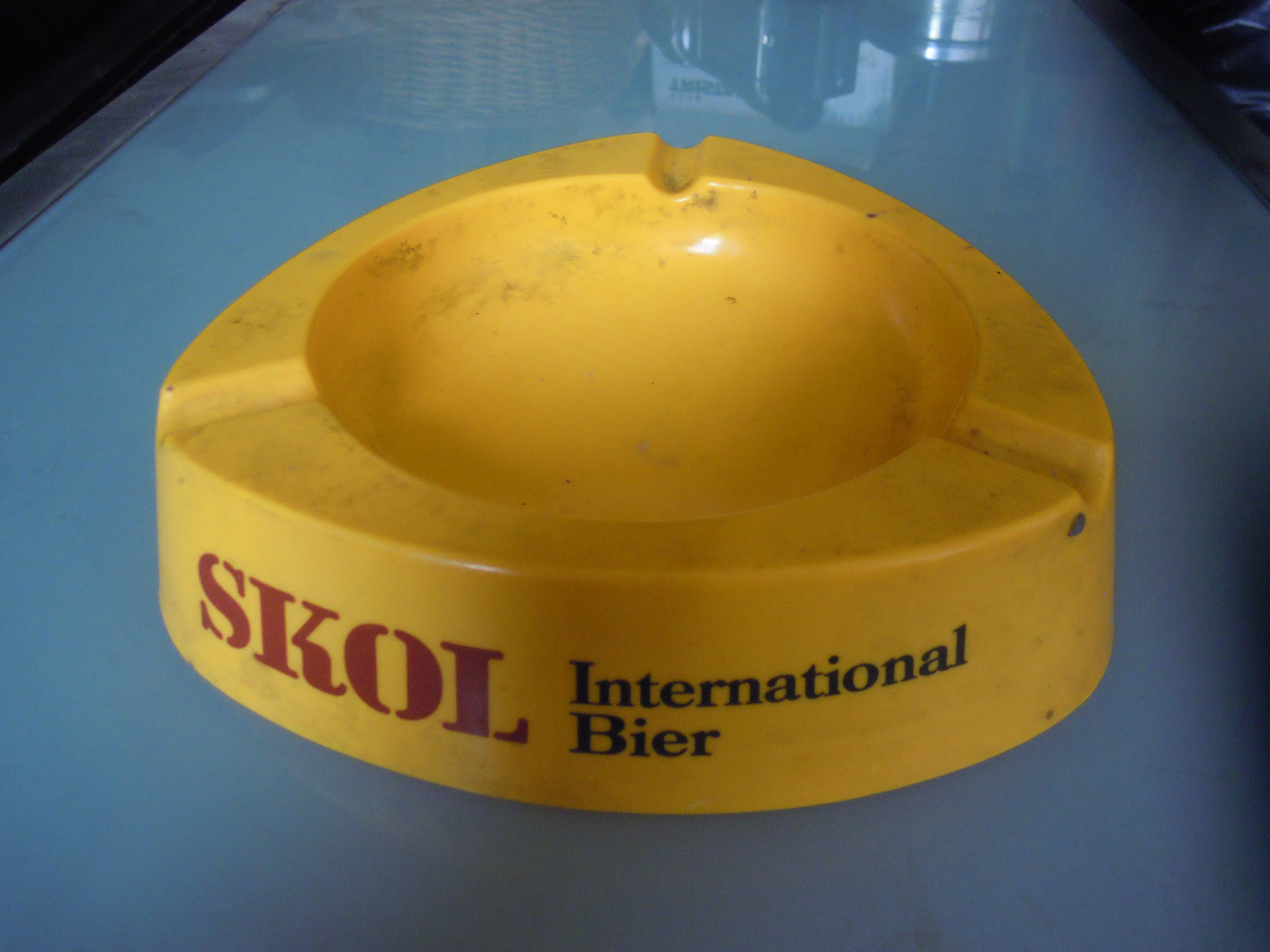
Een Skol-asbak uit de jaren 70

Skol is een internationaal biermerk. De naam komt van het Scandinavische woord voor proost, "skål".  

## Geschiedenis
Skol werd in 1959 voor het eerst gebrouwen als Graham's Skol Lager door de brouwerij Ind. Coope & Allsop en werd vooral gepromoot bij jongeren.
In 1964 werd de firma Skol International opgericht als een joint venture tussen Allied Breweries uit het Verenigd Koninkrijk, Labatt uit Canada, Pripps Bryggerier uit Zweden en Unibra uit België, met als doel het creëren van een merk voor pilsener bier (Skol) dat wereldwijd geproduceerd en gemarket kon worden. 
Allied Breweries doopte zijn Nederlandse filiaal Oranjeboom in 1973 om tot Skol, maar toen het bier in Nederland niet van de grond kwam, werd terug op de oude merknaam overgeschakeld. Skol maakte reclame met de komiek Piet Bambergen op TV en met Hearts of Soul op de radio. De toevoeging "International Bier" deed het merk de das om. Skol meende ten onrechte dat die toevoeging de Nederlandse bierdrinker zou aanspreken.
Carlsberg, de overnemer van Allied Breweries, heeft momenteel de rechten op het merk buiten Afrika en Zuid-Amerika. Het bier heeft in deze versie sinds 2011 een alcoholgehalte van 2,8%.
Voor Afrika is de Belgische holding Unibra de rechtenhouder. Het merk is in Afrika aanwezig in zes landen en marktleider in Guinee en Congo-Kinshasa.
In Zuid-Amerika is het merk eigendom van AB Inbev. Het bier wordt er in Brazilië sinds 1967 gebrouwen door Caracú. Deze firma werd in 1980 overgenomen door Brahma, dat in 2000 met Antarctica fuseerde tot AmBev, een voorloper van AB InBev. Skol is een van de populairste bieren in Brazilië.

## Awards
Het merk ontving een Gold Award op de 2012 World Quality Selections, georganiseerd door Monde Selection. Dit was de tweede internationale prijs. Het bier kreeg ook een gouden medaille voor verpakking en een zilveren medaille in de smaakcategorie in de Australian International Beer Awards 2005.